# SP-215
A SP-215 é uma rodovia transversal do estado de São Paulo, administrada pelo Departamento de Estradas de Rodagem do Estado de São Paulo (DER-SP) e pelas concessionárias Renovias e Intervias.

## Denominações
Recebe as seguintes denominações em seu trajeto:
- Nome:	Januário Mantelli Neto, Deputado, Rodovia;	De - até:	SP-342 - São Roque da Fartura
- Nome:	João Batista de Souza Andrade, Rodovia;	De - até:	São Roque da Fartura - Vargem Grande do Sul
- Nome:	Hélio Moreira Salles, Rodovia;	De - até:	Vargem Grande do Sul - Casa Branca
- Nome:	Vicente Botta, Deputado, Rodovia;	De - até:	Casa Branca - Porto Ferreira - Descalvado
- Nome:	Paulo Lauro, Doutor, Rodovia;	De - até:	Descalvado (divisa oeste) - SP-310 (São Carlos)
- Nome:	Luís Augusto de Oliveira, Rodovia;	De - até:	SP-310 (São Carlos) - Ribeirão Bonito - Dourado - SP-255

## Descrição
Principais pontos de passagem: SP 342 (Cascata) - Vargem Grande do Sul - Porto Ferreira - São Carlos - SP 255

## Características

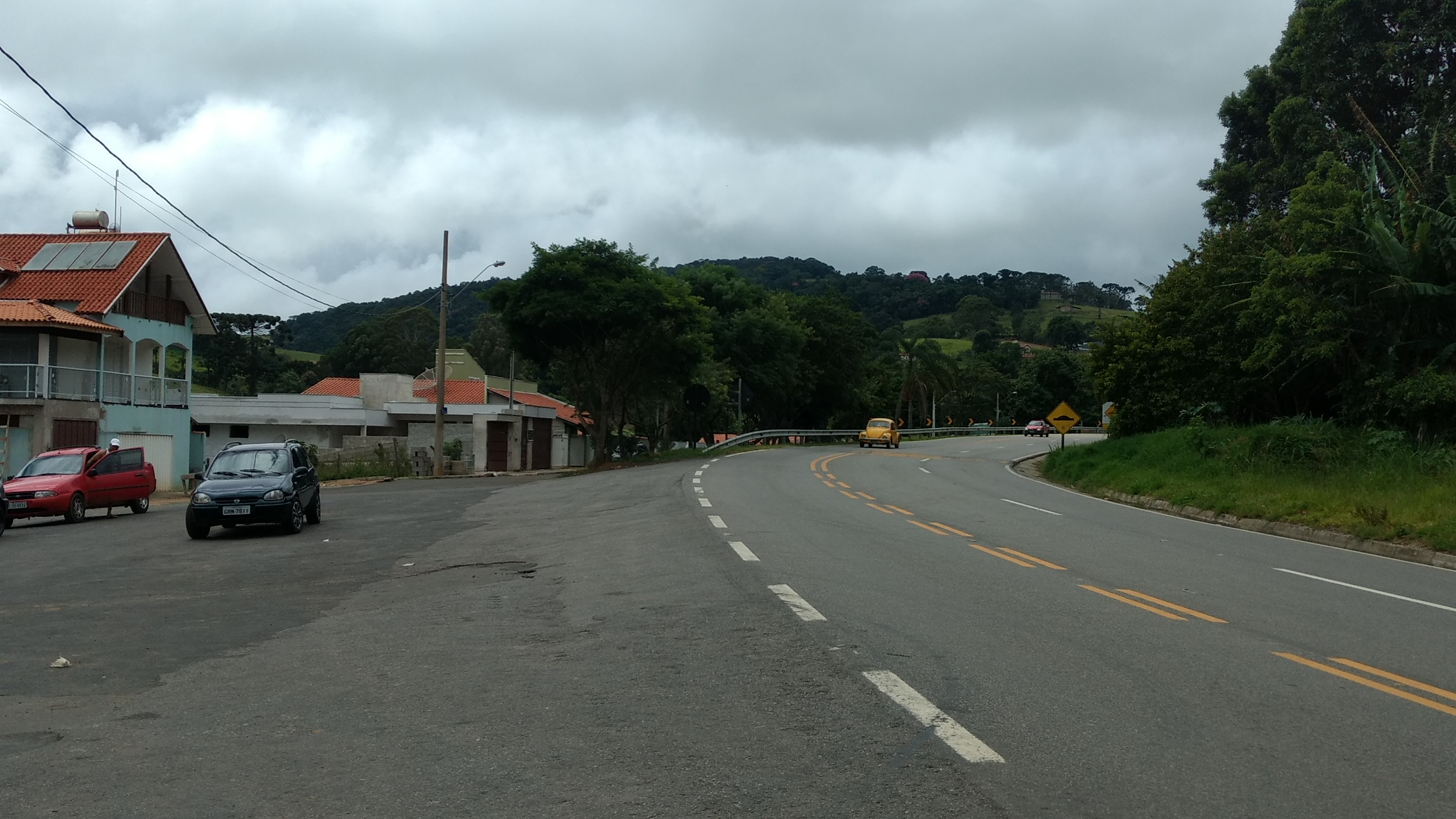
Trecho da SP-215 em São Roque da Fartura.

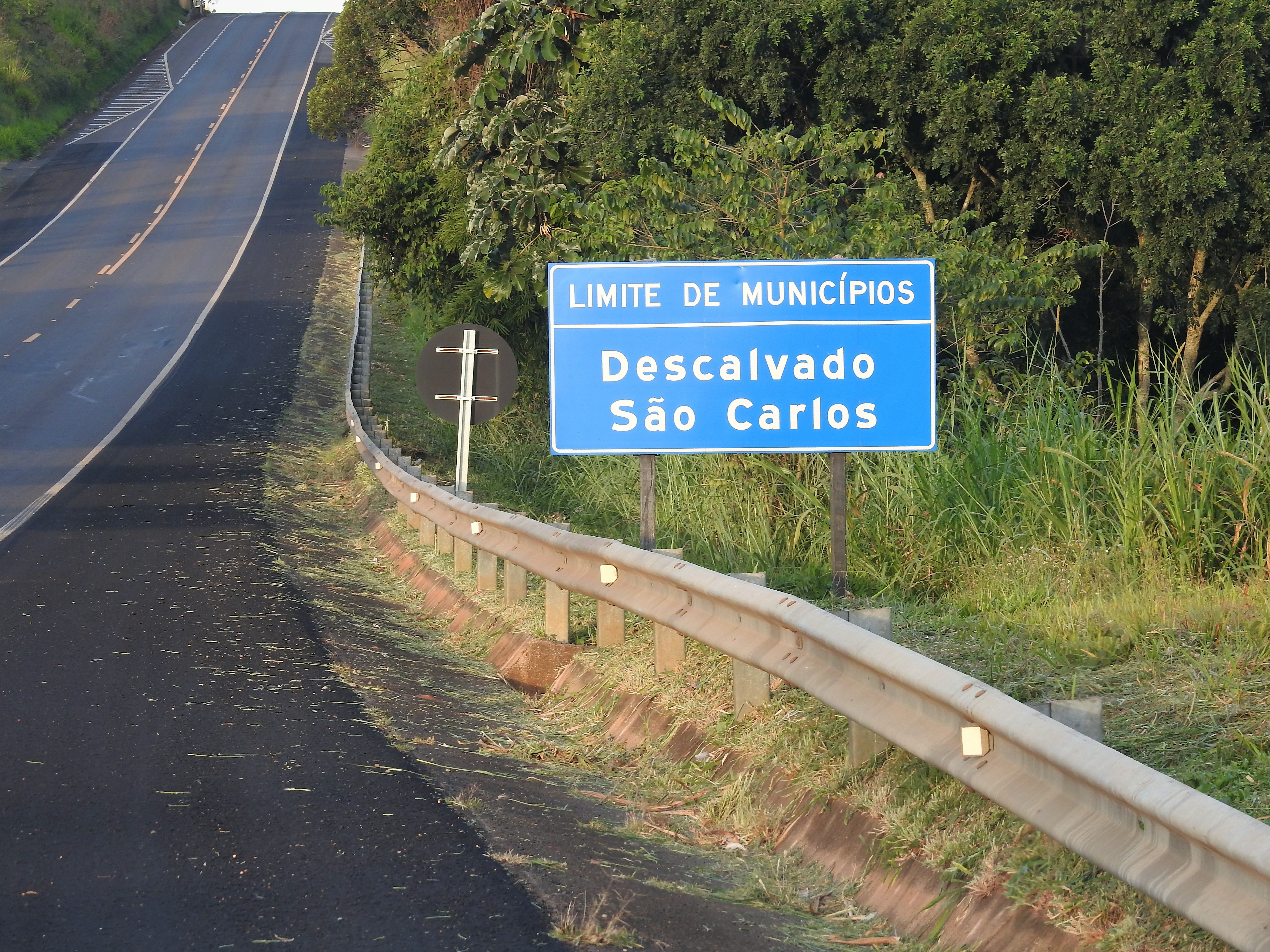
Trecho da SP-215 entre Descalvado e São Carlos.

### Extensão
- Km Inicial: 0,000
- Km Final: 209,900

### Localidades atendidas
- Águas da Prata
- Ponto da Cascata
- São Roque da Fartura
- Vargem Grande do Sul
- Casa Branca
- Santa Cruz das Palmeiras
- Porto Ferreira
- Descalvado
- São Carlos
- Bela Vista São-carlense
- Ribeirão Bonito
- Dourado